# Condensine
La condensine ou le complexe des condensines est un complexe de protéines impliquées dans la condensation des chromosomes avant la mitose.
La condensine II serait un élément initiateur de la condensation des chromosomes.

## Structure
La condensine est un complexe protéique constitué de cinq sous-unités formant un anneau. Les deux sous-unités principales sont Smc2 et Smc4. Elles sont maintenues ensemble par trois sous-unités secondaires, CAP-G, CAP-H et CAP-D2.

## Fonction biologique
Rôle lors de la division cellulaire, lorsqu'il est phosphorylé par le MPF(=CyclineB-CDK1), cela permet la condensation des chromosomes.
Elles permettent la localisation correcte de nombreuses protéines non histones (topo II ...). On a une perte totale du squelette protéique après une déplétion en histone si on a un déficit en condensines.